# Mansikkala
Mansikkala est un quartier central de Imatra en Finlande.

## Présentation
Mansikkala comprend la mairie de Imatra, le centre de santé, le poste de police, la bibliothèque principale, la maison de la culture Virta, la maison des sports, la piscine et la gare d'Imatra. 
Mansikkala a aussi le centre commercial Mansikkapaikka. 
L'habitat de Mansikkala est fait d'immeubles résidentiels et en particulier des tours de 14 étages construites dans les années 1980. 
Mansikkala concentre de nombreux établissements scolaires, le écoles primaires de Linnala et de Mansikkala, le lycée d'Imatra, des  locaux de l'institut professionnel de Carélie du Sud, et des locaux de l'université des sciences appliquées du Saimaa.